# クリスティアン・ケチ
クリスティアン・ケチ（Kristian Keqi 、1996年7月28日 - ）は、イタリア・フィレンツェ出身のプロサッカー選手。ポジションは、ミッドフィールダー（攻撃的ミッドフィールダー）。